# Båssjosjaure
Båssjosjaure är en sjö i Arjeplogs kommun i Lappland och ingår i Umeälvens huvudavrinningsområde. Sjön har en area på 2,05 kvadratkilometer och ligger 741,2 meter över havet. Båssjosjaure ligger i Laisälven Natura 2000-område. Sjön avvattnas av vattendraget Barasjåkkå.

## Delavrinningsområde
Båssjosjaure ingår i det delavrinningsområde (734880-150970) som SMHI kallar för Utloppet av Båssjosjaure. Medelhöjden är 844 meter över havet och ytan är 10,96 kvadratkilometer. Räknas de 8 avrinningsområdena uppströms in blir den ackumulerade arean 177,25 kvadratkilometer. Barasjåkkå som avvattnar avrinningsområdet har biflödesordning 4, vilket innebär att vattnet flödar genom totalt 4 vattendrag innan det når havet efter 476 kilometer. Avrinningsområdet består mestadels av kalfjäll (80 procent). Avrinningsområdet har 2,06 kvadratkilometer vattenytor vilket ger det en sjöprocent på 18,8 procent.